# Gitte Lillelund Bech
Gitte Lillelund Bech (ur. 21 stycznia 1969 w Århus) – duńska polityk, od 2010 do 2011 minister obrony, deputowana.

## Życiorys
Do 1992 studiowała w Copenhagen Business School, uzyskując dyplom z zakresu zarządzania. W latach 90. zasiadała w radach dzielnic i okręgów w Kopenhadze. Pracowała jako analityk w Duńskim Banku Narodowym, była specjalistą ds. finansowych w spółce prawa handlowego i następnie ekonomistką w instytucji finansowej Nykredit.
W 1999 po raz pierwszy z ramienia liberalnej partii Venstre objęła mandat posła do duńskiego parlamentu (Folketingetu). Odnawiała go od tego czasu w kolejnych w 2001, 2005, 2007 i 2011. Była wiceprzewodniczącą Komisji Obrony (2005–2006), następnie przewodniczącą Komisji Spraw Zagranicznych.
23 lutego 2010 premier Lars Løkke Rasmussen po dokonanej rekonstrukcji rządu powierzył jej tekę ministra obrony. Urząd ten sprawowała do 3 października 2011. W 2013 zrezygnowała z mandatu poselskiego, przechodząc do pracy w sektorze prywatnym.